# Саліцин
Саліцин — спиртовий β-глікозид. Саліцин виробляється в (і названий на честь) кори верби (Salix). Біосинтетичний прекурсор саліцилового альдегіду.
Саліцин гідролізується на β-d-глюкозу та саліциловий спирт (салігенін). Саліциловий спирт можна окислити до саліцилового альдегіду та саліцилату як біологічно, так і промислово.

## Медичні аспекти
Саліцин міститься в корі та листі верби, тополі та інших рослин. Похідні виявлені в бобровому струмені. Саліцин з гадючника був використаний у синтезі аспірину (ацетилсаліцилової кислоти) в 1899 році вченими з компанії Bayer. Саліцин на смак гіркий, як хінін.
Саліцин може викликати шкірну алергічну реакцію (сенсибілізація шкіри; категорія 1).
Легкі побічні ефекти є стандартними, з рідкісними випадками нудоти, блювоти, висипу, запаморочення та проблем з диханням. Передозування великою кількістю саліцину може бути токсичним, пошкодити нирки, спричиняти виразку шлунка, діарею, кровотечу або дискомфорт у травній системі. Деякі люди можуть мати алергію або чутливість до саліцилатів і страждати від реакцій, подібних до тих, що викликаються аспірином. Не можна приймати саліцин при астмі, цукровому діабеті, подагрі, гастриті, гемофілії, виразці шлунка; також протипоказаний дітям до 16 років, вагітним і годуючим жінкам.